# Choristostigma erubescens
Choristostigma erubescens is een vlinder (nachtvlinder) uit de familie van de grasmotten (Crambidae). De wetenschappelijke naam van de soort is voor het eerst gepubliceerd in 1899 door George Francis Hampson.

## Verspreiding
De soort komt voor in Mexico.